# Tamara de Sousa
Tamara Alexandrino de Sousa (Rio de Janeiro, 8 settembre 1993) è una multiplista brasiliana.

## Biografia
Sousa ha esordito internazionalmente nel 2009, prendendo parte ai Mondiali allievi in Italia nell'eptathlon, conquistando nella sua carriera juniores una medaglia di bronzo ai Mondiali juniores di Spagna nel 2012. Dal 2012 ha preso parte alle competizioni seniores regionali vincendo una medaglia di bronzo ai Campionati ibero-americani in Venezuela. Ha ritrovato un buon successo ai Campionati sudamericani, vincendo due medaglie d'oro nel 2013 e nel 2017. A livello mondiale, Sousa ha esordito ai Mondiali di Londra 2017.

## Progressione

### Eptathlon
| Stagione | Punteggio | Luogo        | Data       | Rank. Mond. |
| -------- | --------- | ------------ | ---------- | ----------- |
| 2019     | 5460 p.   | Bragança     | 30-8-2019  |             |
| 2017     | 6040 p.   | São Bernardo | 11-6-2017  |             |
| 2016     | 5697 p.   | São Bernardo | 1-7-2016   |             |
| 2015     | 5574 p.   | São Bernardo | 15-5-2015  |             |
| 2014     | 5962 p.   | San Paolo    | 10-10-2014 |             |
| 2013     | 5814 p.   | San Paolo    | 7-6-2013   |             |
| 2012     | 5900 p.   | Barcellona   | 13-7-2012  |             |
| 2011     | 5545 p.   | Medellín     | 25-9-2011  |             |
| 2010     | 5280 p.   | San Paolo    | 6-6-2010   |             |
| 2009     | 4692 p.   | San Paolo    | 9-8-2009   |             |

## Palmarès
| Anno | Manifestazione             | Sede           | Evento        | Risultato | Prestazione | Note                                     |
| ---- | -------------------------- | -------------- | ------------- | --------- | ----------- | ---------------------------------------- |
| 2009 | Mondiali U18               | Bressanone     | Eptathlon     | 15ª       | 4522 p.     |                                          |
| 2010 | Giochi olimpici giovanili  | Singapore      | 100 m hs      | Batteria  | 14"29       |                                          |
| 2010 | Sudamericani U18           | Santiago       | Eptathlon     | Oro       | 5347 p.     |                                          |
| 2011 | Panamericani U20           | Miramar        | Eptathlon     | Oro       | 5477 p.     |                                          |
| 2011 | Sudamericani U20           | Medellín       | Eptathlon     | Oro       | 5545 p.     |                                          |
| 2012 | Campionati ibero-americani | Barquisimeto   | Eptathlon     | Bronzo    | 5548 p.     |                                          |
| 2012 | Mondiali U20               | Barcellona     | Eptathlon     | Bronzo    | 5900 p.     |                                          |
| 2012 | Sudamericani U23           | San Paolo      | Eptathlon     | Argento   | 4870 p.     |                                          |
| 2013 | Sudamericani               | Cartagena      | Eptathlon     | Oro       | 5685 p.     |                                          |
| 2014 | Giochi sudamericani        | Santiago       | Eptathlon     | 5ª        | 5457 p.     |                                          |
| 2014 | Campionati ibero-americani | San Paolo      | Salto in alto | Bronzo    | 1,75 m      |                                          |
| 2014 | Sudamericani U23           | Montevideo     | Salto in alto | Oro       | 1,82 m      |                                          |
| 2015 | Giochi panamericani        | Toronto        | Eptathlon     | 10ª       | 5542 p.     |                                          |
| 2016 | Campionati ibero-americani | Rio de Janeiro | Eptathlon     | 8ª        | 4102 p.     |                                          |
| 2017 | Sudamericani               | Asunción       | Eptathlon     | Oro       | 5667 p.     |                                          |
| 2017 | Mondiali                   | Londra         | Eptathlon     | 24ª       | 5631 p.     |                                          |
| 2023 | Campionati sudamericani    | San Paolo      | Eptathlon     | Argento   | 5314 p.     |                                          |
| 2025 | Campionati sudamericani    | Mar del Plata  | Eptathlon     | Bronzo    | 5525 p.     | Miglior prestazione personale stagionale |